# Intronisation d'Albert II de Monaco

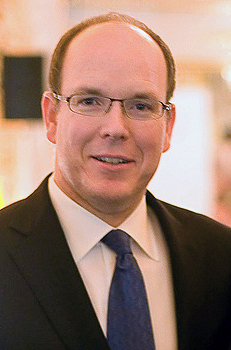
Le prince Albert II (prince de Monaco) en 2008.

Pour les intronisations des autres princes de Monaco, voir Intronisation des princes de Monaco.
L'intronisation d'Albert II de Monaco se déroule du 17 au 19 novembre 2005 à Monaco, sept mois après la mort de son père, le prince Rainier III.

## Déroulement
Le 17 novembre 2005, le nouveau prince souverain Albert II reçoit, comme le veut la tradition, l'hommage des grands corps d'État de la principauté, en particulier de Jean-Paul Proust, ministre d'État,,.
Le 19 novembre, jour de la fête nationale monégasque, a lieu une messe pontificale en présence du prince, de sa famille et des représentants d'une quinzaine de pays étrangers,. Tous les représentants étrangers sont arrivés la veille, 18 novembre, à l'exception du ministre français de la Justice, Pascal Clément, arrivé le 19 matin. Contrairement aux funérailles du prince Rainier III, le 15 avril 2005, auxquelles avaient pris part une trentaine de délégations dont plusieurs monarques en exercice, aucune tête couronnée n'assiste à la cérémonie, les souverains ayant pour la plupart délégué un prince héritier. Environ 800 personnes assistent de 10 h à 11 h 25 (heure de Paris) à la cérémonie religieuse célébrée par l'archevêque de Monaco, Mgr Bernard Barsi, en la cathédrale Notre-Dame-Immaculée de Monaco.
Le prince Albert II fait ensuite une apparition au balcon du palais princier, une tradition respectée par tous les souverains lors de la fête nationale de Monaco. Quelque 2 000 personnes, uniquement des résidents et des citoyens monégasques, sont présentes devant le palais.
Les festivités se poursuivent avec un déjeuner officiel dans la salle du trône du palais, avant un match de Ligue 1 de football, au stade Louis-II, entre Monaco et Saint-Étienne. Une soirée de gala avec la représentation de l'opéra Le Voyage à Reims de Rossini, dans la salle Garnier rénovée de l'opéra de Monte-Carlo, clôture ces festivités.

## Délégations officielles
- Andorre : Albert Pintat Santolària, chef du gouvernement d'Andorre[8] ;
- Chypre : Georgios Iakovou, ministre des Affaires étrangères[8] ;
- Danemark : Joachim, prince de Danemark[8] ;
- France : Pascal Clément, ministre de la Justice[8] ;
- Islande : Ólafur Ragnar Grímsson, président de l'Islande[8] ;
- Italie : Marcello Pera, président du Sénat[8] ;
- Jordanie : Fayçal ben al-Hussein, prince de Jordanie[8] ;
- Liechtenstein : Alois et Sophie, prince et princesse héréditaires de Liechtenstein[8] ;
- Luxembourg : Guillaume, grand-duc héritier de Luxembourg[8] ;
- Maroc : Moulay Rachid, prince du Maroc[8] ;
- Norvège : Haakon, prince héritier de Norvège[8] ;
- Pays-Bas : Christiaan Kröner, ambassadeur des Pays-Bas en France[8] ;
- Royaume-Uni : Edward et Sophie, comte et comtesse de Wessex[8] ;
- Saint-Marin : Antonello Bacciocchi et Claudio Muccioli, capitaines-régents[8] ;
- Suède : Victoria, princesse héritière de Suède[8] ;
- Vatican : Mgr Fortunato Baldelli, nonce apostolique en France[8].